# Karlsvik
För andra betydelser, se Karlsvik (olika betydelser).
Karlsvik är en småort (före 2023 tätort) i Luleå kommun. 
Strax norr om Karlsvik ligger Karlshäll, där bland annat Tyskmagasinen låg.
Luleå Lokaltrafiks busslinje 8 går till och från Karlsvik.

## Befolkningsutveckling
Karlsvik var inte tätort 1970–1995 på grund av för hög andel fritidsbebyggelse.
| Befolkningsutvecklingen i Karlsvik 1950–2020                                                          | Befolkningsutvecklingen i Karlsvik 1950–2020 | Befolkningsutvecklingen i Karlsvik 1950–2020 | Befolkningsutvecklingen i Karlsvik 1950–2020 | Befolkningsutvecklingen i Karlsvik 1950–2020 |
| --- | -------------------------------------------- | -------------------------------------------- | -------------------------------------------- | -------------------------------------------- |
| |                                              |                                              |                                              |                                              |
| År |                                              |                                              | Folkmängd                                    | Areal (ha)                                   |
| 1950                                                                                                  | 1950                                         |                                              | 499                                          | ##                                           |
| 1960                                                                                                  | 1960                                         |                                              | 315                                          | 24                                           |
| 1965                                                                                                  | 1965                                         |                                              | 303                                          | 24                                           |
| 1990                                                                                                  | 1990                                         |                                              | 245                                          | 11#                                          |
| 1995                                                                                                  | 1995                                         |                                              | 289                                          | 23                                           |
| 2000                                                                                                  | 2000                                         |                                              | 293                                          | 23                                           |
| 2005                                                                                                  | 2005                                         |                                              | 270                                          | 23                                           |
| 2010                                                                                                  | 2010                                         |                                              | 256                                          | 23                                           |
| 2015                                                                                                  | 2015                                         |                                              | 255                                          | 33                                           |
| 2020                                                                                                  | 2020                                         |                                              | 232                                          | 33                                           |
| Anm.: 1950 som Karlsvik med Karlshäll ## Som tätort/befolkningsagglomeration 1920–1950. # Som småort. |                                              |                                              |                                              |                                              |

## Samhället
Spår av efter det nedlagda Luleå järnverk kan ses i orten men också i spår efter en del mindre anläggningar i skogarna kring orten.
Campingplatsen, tidigare kommunal numera privatägd, befolkas på sommaren till stor del av norska turister. Ortens stränder och utomhusbad är också ett populärt mål bland luleborna.
Arcushallen är en anläggning för fotboll och annan idrott under vinterhalvåret. Under sommaren fungerar den främst som konferensanläggning, mässhall, festlokal och konserthall.
I Karlsvik ligger också Norrbottens Järnvägsmuseum vars ägare Malmbanans vänner trafikerar Gammelstad–Karlsvikshyttans Järnväg med historiska tåg.